# Tayrona nitifrons
Tayrona nitifrons är en tvåvingeart som beskrevs av Brown och Giar-Ann Kung 2004. Tayrona nitifrons ingår i släktet Tayrona och familjen puckelflugor.
Artens utbredningsområde är Colombia. Inga underarter finns listade i Catalogue of Life.